# Schloss Altenklingen

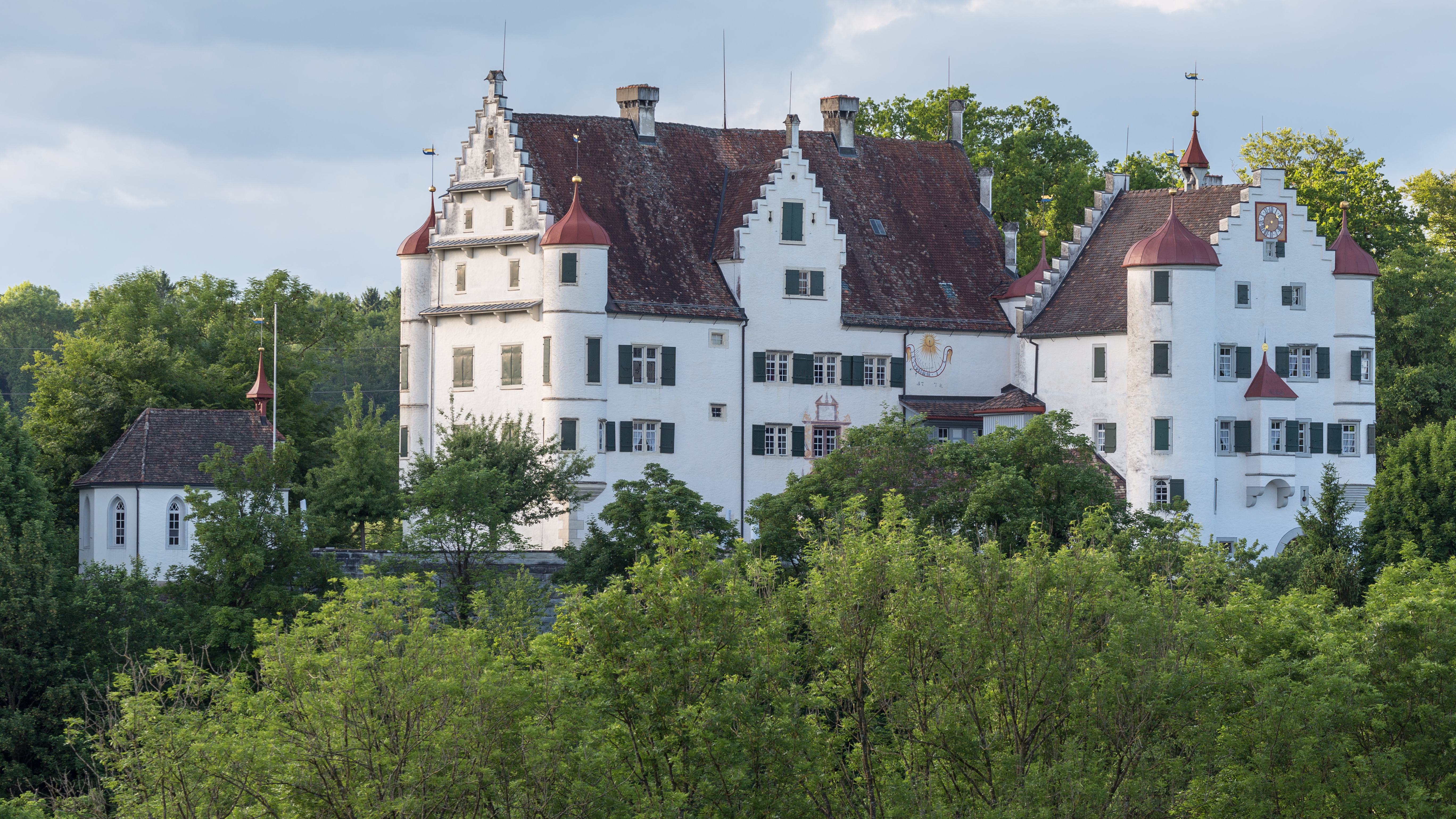
Schloss Altenklingen mit Wiboradakapelle

Das Schloss Altenklingen ist ein Schloss im Spätrenaissance-Stil im Kanton Thurgau in der Schweiz. Es liegt auf dem Gebiet der Gemeinde Wigoltingen und ist in Privatbesitz.

## Altenburg
Die Altenburg als erste Burganlage nördlich von Märstetten, an der Route aus dem Thurtal nach Konstanz, wuchs seit dem Jahr 900 heran, 600 Meter vom heutigen Schloss entfernt auf einem Sporn südlich des Chemebachs. Bei den Ausgrabungen der Ruine 1910 und 2014/15 fanden die Archäologen die Relikte eines aus Stein gebauten und reich mit Malereien geschmückten Sakralbaus, vermutlich einer Burgkapelle, und eines fünfzig Meter tiefen Sodbrunnens. Diese Funde zählen zu den frühesten in der Region oder sogar im Ostfränkischen Reich. Ähnlich reiche Malereien auf einer Burg sind aus der Zeit zwischen 900 und 1200 nicht bekannt.
Ab 930, wohl aufgrund der Ungarneinfälle, wurde die Anlage mit einem Graben, einer Toranlage und einer Ringmauer samt Laufgang zur wehrhaften Burg ausgebaut. Die Konstruktion des Wehrgangs war bisher vor dem Jahr 1000 nicht bekannt. Darauf folgte zwischen 950 und 1050 der Bau eines Wohngebäudes und eines Turms aus Stein. Dieser musste aufgrund von Statikproblemen auf dem Sporn über einem Bachtobel im 11. Jahrhundert erneuert werden.
Die Forschung nimmt an, dass die Herren von Klingen die Burg bauen liessen. Als eines der ältesten Freiherrengeschlechter des Thurgaus gründeten sie mehrere Ortschaften und Klöster, so das Dorf Klingenzell, die Klöster Feldbach bei Steckborn am Bodensee und Sion bei Klingnau im Aargau sowie das Priorat Klingenzell bei Eschenz. Vom 11. Jahrhundert bis 1396 übten die Freiherren von Klingen die niedere Gerichtsbarkeit von Märstetten und Illhart aus. Zudem erhielten sie vom Hochstift Konstanz die Gerichtsbarkeit über Wigoltingen.
Die Archäologin Iris Hutter vermutet gar, die Altenburg könnte der Ort sein, an dem die Heilige Wiborada aufwuchs. Wiborada von Klingen, zwischen 880 und 885 geboren, lebte gemäss ihrer Vita in der Kindheit auf einer Burg mit Sakralbau im Bistum Konstanz. Sie liess sich 916 in einer Zelle bei der Kirche St. Mangen in St. Gallen einmauern und starb 926 beim Ungarneinfall den Märtyrerinnentod. Die berühmte Stiftsbibliothek des Klosters St. Gallen wurde dank ihr vor der Zerstörung bewahrt, da sie dem Abt des Klosters nach einer Vision vom Ungarneinfall zur Evakuierung der Bibliothek auf die Insel Reichenau geraten hatte. 1047 von Papst Klemens II als erste Frau heiliggesprochen, wird sie deshalb heute als Schutzpatronin der Bibliotheken verehrt.
Die Schlosskapelle des Schlosses Altenklingen wurde im 16. Jahrhundert von den reformierten St. Galler Ratsherren Zollikofer der Heiligen Wiborada von Klingen gewidmet. Ihre Statue steht noch heute in der Schlosskapelle.

## Burg Klingen

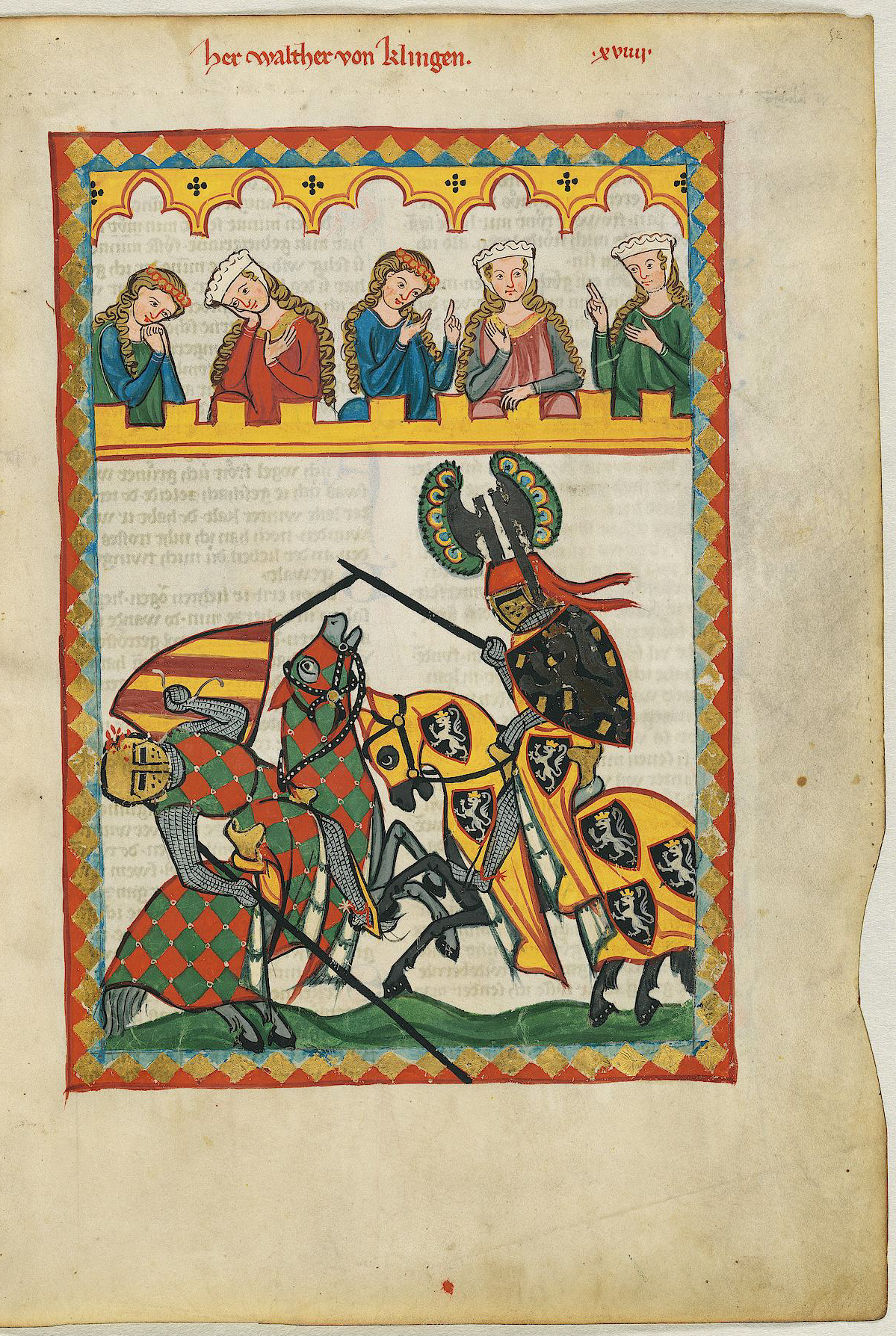
Walther von Klingen in einem Turnier

Um 1200 verliessen die Herren von Klingen die Altenburg und erbauten eine neue Burg auf einem Sporn nördlich des Chemebachs. Zu dieser Anlage war bis in die Gegenwart aus den Quellen kaum etwas bekannt, ja nicht einmal gesichert, wo sie genau stand. Erst 2021 liessen sich bei einer Bauuntersuchung des bestehenden Schlosses an drei Orten Reste der Burg fassen, vor allem die Ostmauer der Remise und die Westmauer des Kellers. Daraus ist zu schliessen, dass die Burg weitgehend den gleichen Platz einnahm wie das heutige Schloss.
Die neue Burg diente den Herren von Klingen bis 1395 als Wohnsitz. Im 13. Jahrhundert standen sie im Dienst der Habsburger. Walther von Klingen (1240–1286), dessen Name in den Dokumenten ab 1240 erscheint, war ein Vertrauter des Grafen Rudolf, des zukünftigen Königs Rudolf I. von Habsburg. Walther von Klingen war Minnesänger, der Codex Manesse enthält acht seiner Kompositionen und erwähnt ihn ausserdem als siegreichen Turnierritter. Er hatte seinen Wohnsitz zuerst im Städtchen Klingnau, später in Basel, wo er auch starb.
Das Wappen der Herren von Klingen, ein silberner Löwe auf schwarzem Grund, ist heute das Wappen von Engwang, einem Dorf in der Gemeinde Wigoltingen. Auch deren Wappen führt den silbernen Löwen.
Die von Klingen starben 1395 aus, nachdem mehrere von ihnen als Ritter an der Seite von Leopold von Österreich in der Schlacht von Sempach gefallen waren. In der Folge wechselte die Burg mehrmals ihre Besitzer, so gehörte sie den von Bussnang und den von Enne. Diese erwarben die Burg durch Ehe und konnten sie 1407, als sie während der Appenzellerkriege von den Appenzellern und den Bürgern von Sankt Gallen angegriffen wurde, während 14 Tagen bis zum Abzug der Belagerer erfolgreich verteidigen. Als Besitzer folgten 1418 die Muntprat von Konstanz und 1441 die von Breitenlandenberg.
1559, nach dem Tod von Hans Ulrich von Landenberg, kam die Burg in den Besitz seiner Schwester Rosina, Ehefrau von Eberhard Brümsi. Ihr Sohn Berthold, Gerichtsherr in Berg TG, verkaufte die Burg 1585 zum Preis von 25.633 Gulden an den Sankt Galler Stadtrichter, Ratsherrn und Seckelmeister Leonhard Zollikofer (1529–1587), dessen Vorfahren 1471 von Kaiser Friedrich III. und 1578 von Kaiser Rudolf II. in den Adelsstand erhoben worden waren. Damit erhielt der neue Eigentümer von den Acht Alten Orten einen Landsässenbrief, der ihm sämtliche Freiheiten, Rechte und Gerechtigkeiten des adligen Standes im Thurgau erteilte, so die niedere Gerichtsbarkeit und damit die Zugehörigkeit zum Gerichtsherrenstand. Die Herrschaft Altenklingen war zu dieser Zeit die grösste nicht kirchliche und nicht hoheitliche Gerichtsherrschaft im Thurgau.

## Schloss Altenklingen

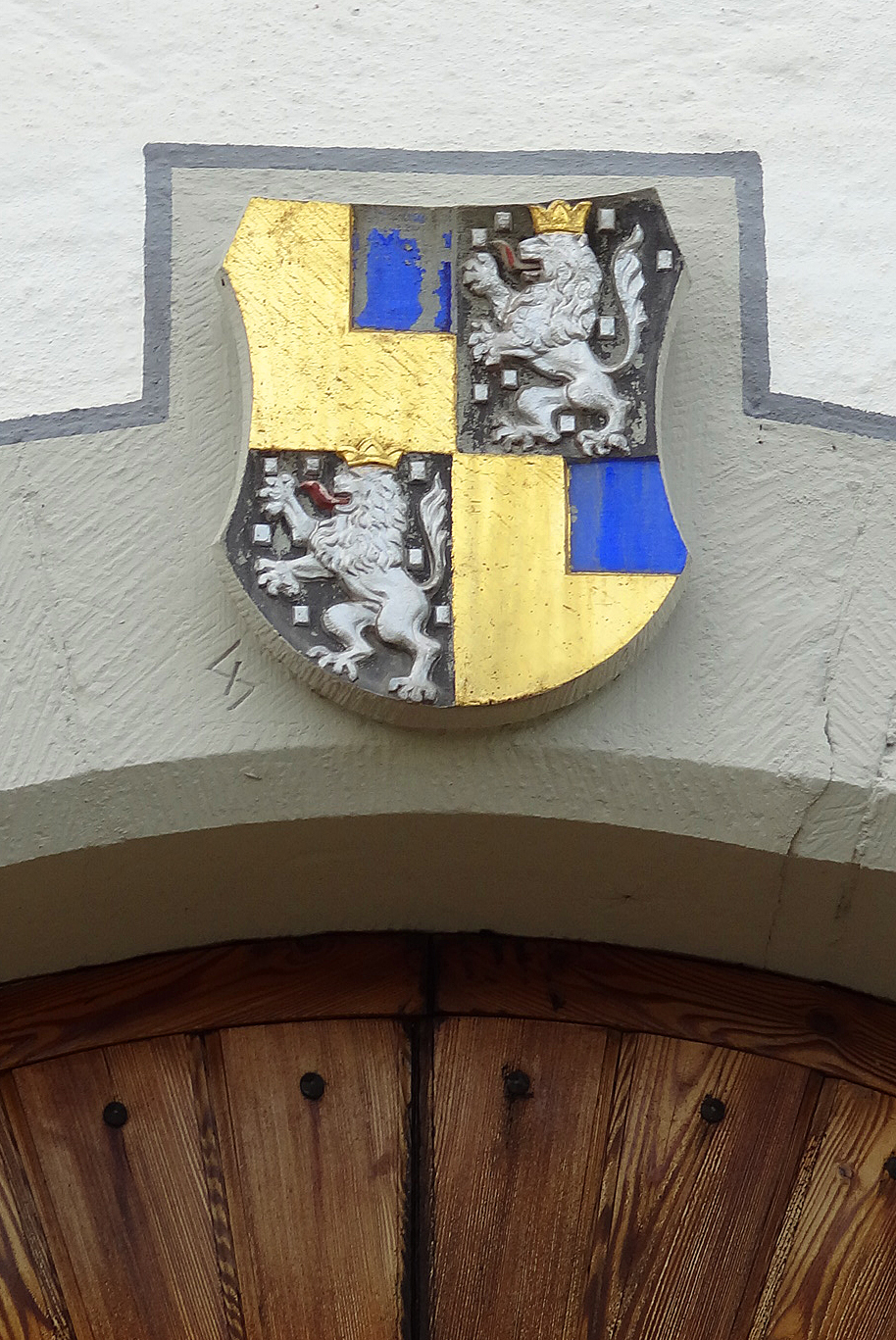
Wappen der Zollikofer

Leonhard Zollikofer liess die alte Anlage abreissen und von Mathäus Höbel aus Kempten ein neues Schloss erstellen. Der bekannte Baumeister stand 40 Jahre in den Diensten der Reichsstadt, konnte aber mit einer Sondergenehmigung des Rates andernorts lukrative Aufträge annehmen. Der erste war, soweit bekannt, das Schloss Altenklingen. Um seine Vorstellung zu veranschaulichen und die Bauarbeiten anzuleiten, erstellte Mathäus Höbel ein Holzmodell. Dieses hat sich bis heute als historisches Objekt mit Seltenheitswert erhalten; ähnliche Modelle sind in der Schweiz erst aus dem 18. Jahrhundert überliefert.
Die beiden Ehen von Leonhard Zollikofer blieben kinderlos. Deshalb stiftete er 1586 das Schloss und die Gerichtsherrschaft Altenklingen als Fideikommiss für die vier Söhne seines verstorbenen ältesten Bruders Laurenz und die sechs Söhne seines zweiten Bruders Georg. Diese hatten für die Äufnung der Herrschaft eine Summe von 22.000 Gulden beigetragen und dafür die Bezeichnung «Mitstifter» erhalten.
Die Herrschaft Altenklingen blieb über Jahrhunderte erhalten. Erst 1798, mit der Befreiung des Thurgaus, löste sie sich auf. Da der von Leonhard Zollikofer mit seinen Neffen begründete Fideikommiss Schloss Altenklingen weiter bestand, ist das Schlossgut bis heute (Stand 2023) im Besitz der Familie Zollikofer von Altenklingen, verwaltet von einem Familienrat.
Das Archiv der Gerichtsherrschaft Altenklingen befindet sich im Staatsarchiv Thurgau (Hauptfond StATG C).
| Freiherren von Klingen              | 10. Jahrhundert bis 1395 |
| Freiherren von Bussnang             | 1395–1396                |
| Freiherren von Enne                 | 1396–1419                |
| Muntprat von Spiegelberg            | 1419–1441                |
| Landenberg von Breitenlandenberg    | 1441–1559                |
| Familie Brümsi                      | 1559–1585                |
| Familie Zollikofer von Altenklingen | seit 1585                |

## Einrichtung

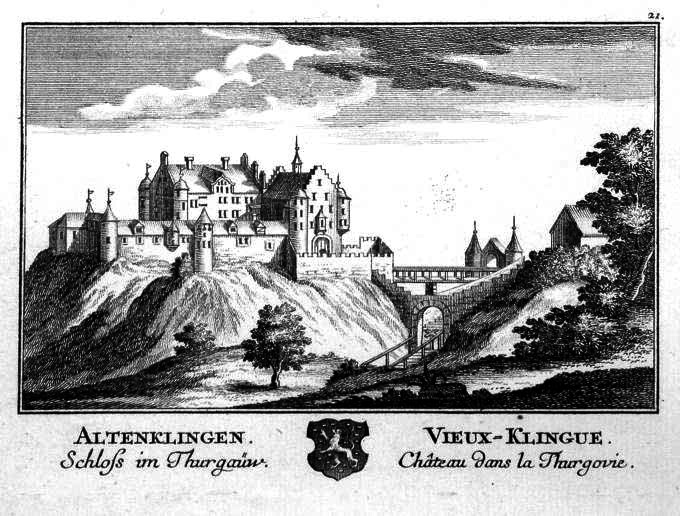
Schloss Altenklingen um 1760. Kupferstich von David Herrliberger

Das Schloss Altenklingen diente der Familie Zollikofer nie zum Wohnen, sondern zur Repräsentation mit Empfängen und Zusammenkünften. Die Anlage umfasst das Grosse Schloss (den Nordflügel) mit drei Stockwerken und dreizehn Zimmern, das im rechten Winkel dazu stehende Kleine Schloss (den Südflügel) und eine Kapelle, die der Heiligen Wiborada gewidmet ist. Die Umfriedungsmauer und ihre Ecktürmchen, die früher dem Schloss einen wehrhaften Charakter verliehen, wurden im 19. Jahrhundert abgerissen. Betreten wird das Schloss über eine Brücke, die in den Torbau des Kleinen Schlosses mündet, von wo man in den Innenhof gelangt. Das Portal des Grossen Schlosses ist umrahmt von einem Renaissancefresko und gekrönt von einem Allianzwappen Zollikofer-Klingen.
Im 19. Jahrhundert fiel ein grosser Teil der Innenausstattung einer Restaurierung zum Opfer, und die etwa zwanzig Meter tiefe, zu einem grossen Teil in den Fels gebohrte Zisterne wurde zugeschüttet. Die heutige Einrichtung, Öfen, Möbel, Bilder, Bücher usw., ist in den vier letzten Jahrhunderten gesammelt worden. Räume verschiedener Epochen sind der Ahnensaal, die Schaffhauser Stube, die Reutterstube und die Kapellstube. In jedem Stockwerk des Treppenhauses finden sich grosse Dielen, von denen aus sich die verschiedenen Säle und Stuben erreichen lassen.

## Bilder

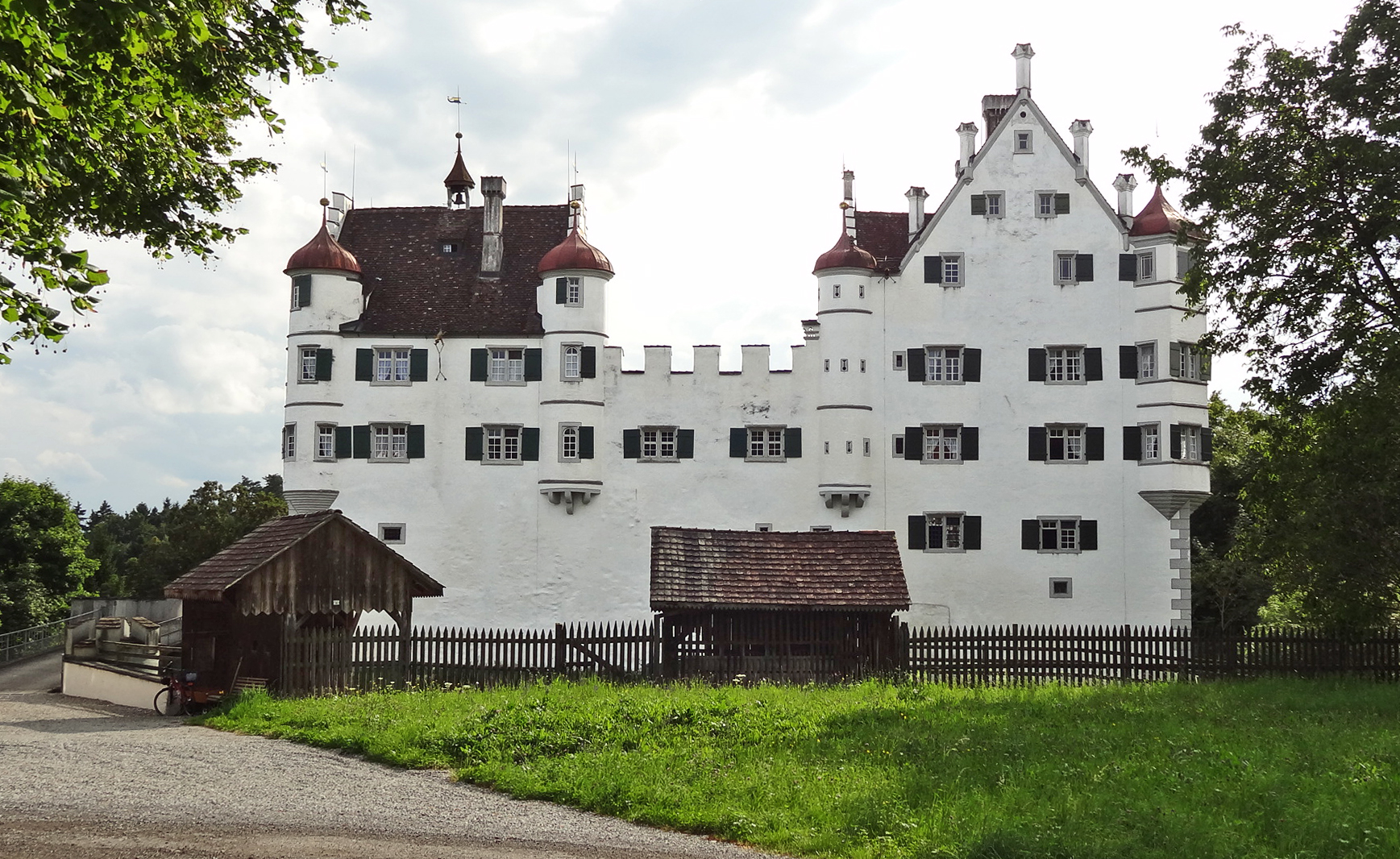
Nordseite Schloss Altenklingen
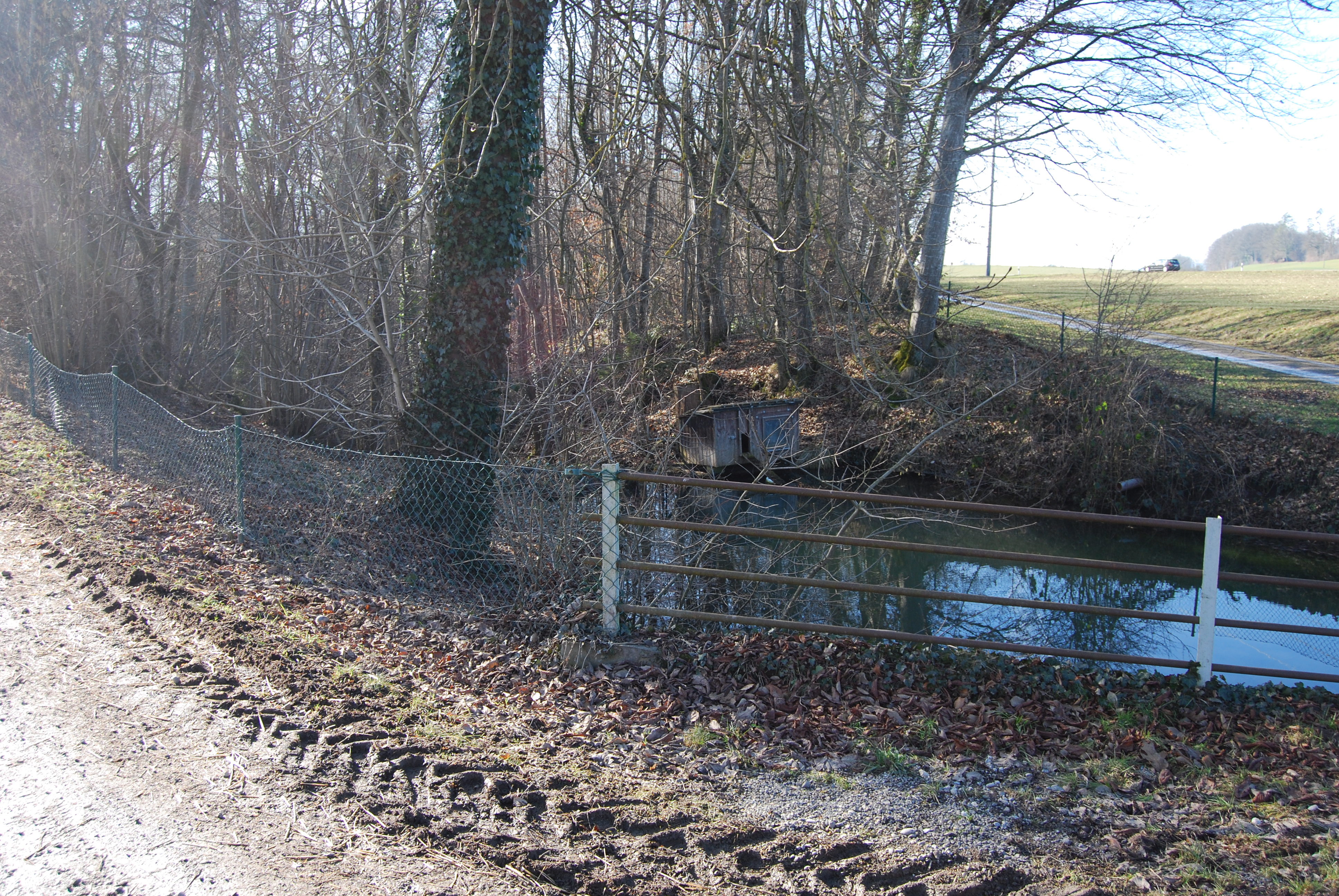
Teich beim Eingang zu den Schlossgütern
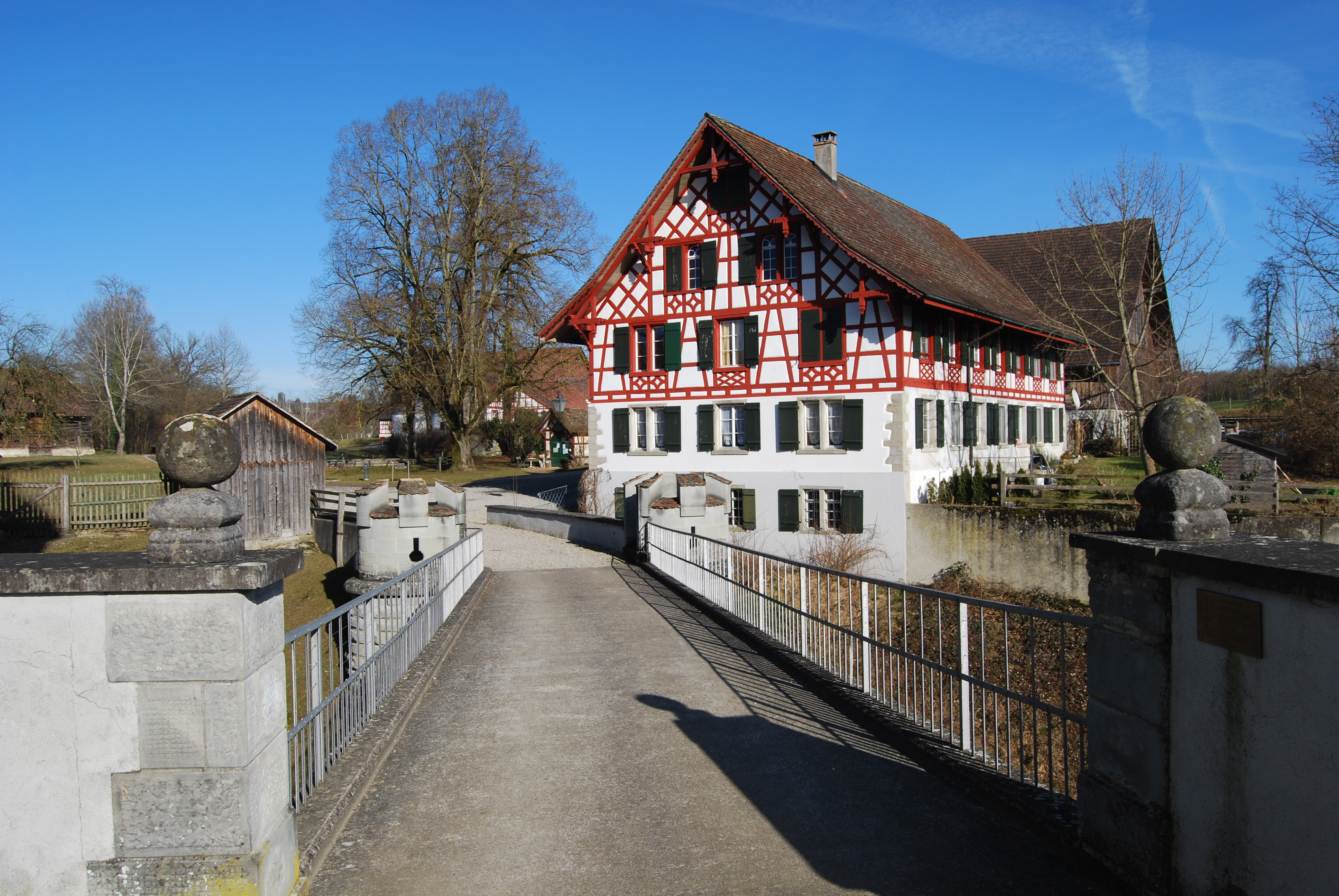
Blick vom Schlosseingang auf Brücke und Schlossgut
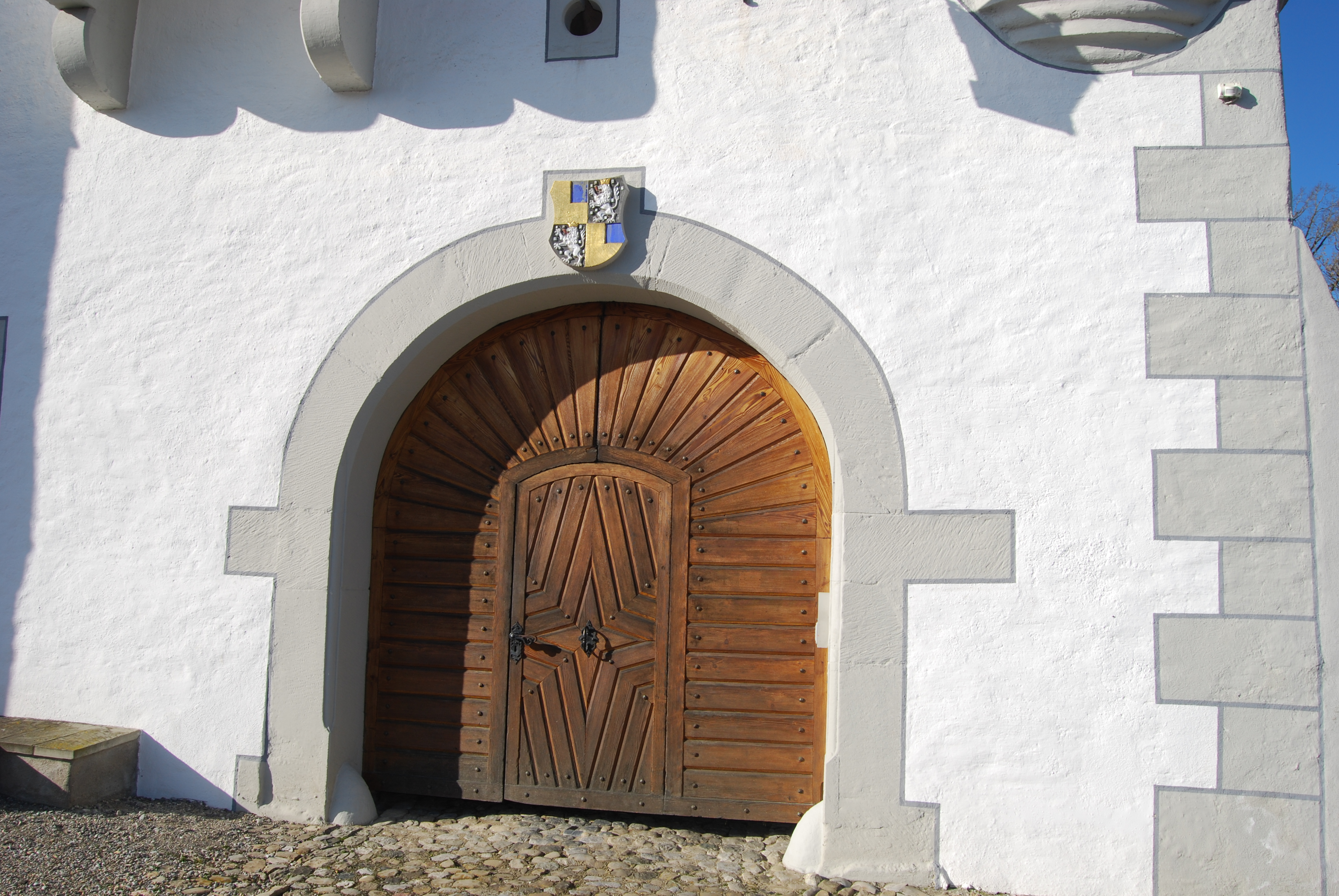
Schlosseingang mit Familienwappen